# Miglianico
Miglianico (Mijàneche in abruzzese) è un comune italiano di 4 604 abitanti della provincia di Chieti in Abruzzo.
Il suo territorio si estende tra i fiumi Foro e Venna ad una distanza di circa 5 km dal litorale adriatico.

## Storia

### Le origini
La fondazione del paese risale all'ultimo secolo dell'Alto Medioevo, in quanto la prima attestazione del toponimo Mellianum è del XII secolo (all'interno del Catalogus Baronum): c'è chi cita, senza una precisa documentazione, la fondazione della rocca fortificata nel 987. In una bolla di Alessandro III ai monaci benedettini di San Giovanni in Venere, datata 16 giugno 1176, la località è citata come Milianica. Il nome della rocca evolve nei documenti in Molianico attestato nel 1308 dalle Rationes Decimarum Italiae e infine in Milianico nel 1325. Il toponimo, secondo il linguista prof. Marcello de Giovanni, derivare dal nome latino Aemilius con il suffisso -anicus che indica possesso (come accade anche nei toponimi delle vicine Bucchianico e Caramanico). Lo sviluppo del borgo, al pari di altri simili nella Valle del Foro, avviene intorno alla rocca, come testimoniano i resti di conci monumentali (riferibili al X secolo e XI secolo) gravemente danneggiati dall'ultimo conflitto mondiale, all'interno dell'ex castello baronale, ora restaurato ed adattato ad abitazione. Nei primi tempi l'abitato appartenne ai Conti di Chieti, alla Badia di San Giovanni in Venere. Inoltre, è anche molto probabile che in epoca normanna il castello abbia costituito un importante presidio militare in difesa del fiume Foro. Nel già citato Catalogus baronum Mellianum, feudo di tre militi, viene presidiato da un certo Riccardus Trogisii, esponente di spicco di un ramo di una famiglia normanna venuta in Abruzzo al seguito di Roberto di Loretello e sub feudatario di Boemondo, conte di Manoppello. Nel XIV secolo, la località è ricordata come "Molianico, Milianica e Millanica" con le chiese S. Angeli, S. Martini S. Andree in Milianica. Nel XV secolo fu degli Orsini e nel termine del XVIII secolo fu dei Valignani di Chieti ma, successivamente, fu dei Todeschi di Pianella.
Miglianico segue le vicissitudini del Regno delle Due Sicilie ed è incorporata al Regno d'Italia nel 1860.

### Seconda guerra mondiale
Miglianico, e altri piccoli centri quali Orsogna, Tollo, Arielli e Francavilla al Mare, nel 1943 furono inevitabilmente coinvolti nella seconda guerra mondiale. Miglianico insieme a Francavilla figura nella cosiddetta "battaglia del Foro" (12 settembre-22 dicembre 1943), così chiamata per il fiume che sfocia tra Ortona e Francavilla. Miglianico fu occupata dai tedeschi, il presidio militare fu il castello Masci e il municipio, che subì dei bombardamenti alleati, insieme alla vicina Tollo, mentre i nazisti rastrellavano gli uomini per completare le opere di fortificazione delle linee difensive, contro la fanteria e i carri dell'VIII Armata.
Dei giovani volontari, insieme a quelli di Francavilla, costituirono una banda di patrioti per ribellarsi alla presenza tedesca, ma la scarsezza di armi e la mala organizzazione militare, fece sì che la banda comandata da Rocco Angelucci, già in dicembre 1943 venisse sciolta, ciò rappresenta un primo tentativo serio dei cittadini di ribellione all'oppressore, prima della costituzione nel gennaio 1944 della Brigata Maiella di Ettore Troilo. In Miglianico, il luogo di battaglia fu contrada Caramanico, con la distruzione della chiesa di Santa Maria delle Piane e il danneggiamento della chiesetta di San Pasquale. Il 22 dicembre ci fu lo scontro allo sbocco del Foro a Francavilla per impedire l'imbarco dei prigionieri, nello stesso giorno in contrada Piane San Pantaleone avveniva un altro scontro con i nazisti. La battaglia durò l'intero giorno, 9 partigiani dei 50 impiegati morirono. Nei primi giorni di gennaio del 1944, i tedeschi ordinarono la rappresaglia a Miglianico e Francavilla, prelevando anche innocenti e giustiziandoli senza processo.
Alla liberazione di Miglianico, seguì la lenta ripresa e la ricostruzione, iniziando dal Municipio, distrutto appositamente dai tedeschi per non far trovare traccia del loro passaggio agli alleati.

### Culto di San Pantaleone
Nel 1324 esisteva fuori Miglianico una chiesa di San Pantaleone in una località imprecisata delle attuali contrade Piane San Pantaleone o Valle Sant'Angelo, appartenente al monastero di San Tommaso di Paterno (Caramanico Terme). In seguito a una scorreria saracena del 1492, che forse provocò la distruzione della chiesa, si nascose la statua di San Pantaleone in una fornace in località Caramanico (sempre in contrada Piane San Pantaleone). La statua fu recuperata poco tempo dopo, secondo alcuni nel giorno di san Lorenzo il 10 agosto. Da allora in questa data — recentemente nel sabato più vicino — si celebra la festa che ricorda il ritrovamento della statua di San Pantaleone. Agli inizi del XVI secolo la statua fu poi portata solennemente nella chiesa di San Michele Arcangelo a Miglianico nella quale fu da allora custodita (evento che ha dato origine alle Festa della "Venuta di San Pantaleone", all'ultima domenica di ottobre), dove rimane fino ad oggi.
Il culto di san Pantaleone, patrono del paese, è diffusissimo: Gabriele d'Annunzio gli dedicò una delle sue Novelle della Pescara e il pittore Francesco Paolo Michetti immortalò Il voto (opera attualmente conservata Galleria nazionale d'arte moderna e contemporanea di Roma).

### Simboli
Lo stemma e il gonfalone sono stati concessi con decreto del presidente della Repubblica del 6 novembre 1996.
(DPR del 6.11.1996)
Il miglio nello stemma richiama per paraetimologia il nome del comune. Prima del 1996 il comune aveva in uso uno stemma con un fascio di miglio e non solo le nove spighe attuali.
Il gonfalone è un drappo di giallo con la bordatura di azzurro.

## Monumenti e luoghi d'interesse

### Dimora storica "Masci" (già Castello baronale)
Il castello di Miglianico, che viene costruito come rocca difensiva e di osservazione a partire dall'XI secolo, fu ricostruito nel 1515 dalla famiglia dei Baroni Valignani che aveva in feudo il paese, è rimasto nelle sue condizioni originarie fino alla Seconda Guerra Mondiale, durante la quale fu fatto segno di un pesante bombardamento che lo ha pesantemente rovinato. Già allora era una residenza privata.
Intorno al 1950, il famoso architetto Francesco Bonfanti insieme a Filippo Masci come collega e committente, con l’importante contributo dell’amico Gio Ponti, ricostruiscono la dimora con l’idea di castello moderno. Si riaffacciano e prendono corpo in questo nuovo progetto tutti i temi già presenti nella produzione bonfantiana: il rapporto tra modernità e tradizione, la comprensione dello spirito del luogo, l’attenzione per i materiali (vengono usati per il nuovo castello gli stessi mattoni delle macerie del vecchio, ma le finestre sono in alluminio anodizzato) e, non ultima, l'estrema definizione dei particolari costruttivi, decorativi (Gio Ponti) e degli arredi.
Nello skyline del paese, la massa turrita del castello sembra saldarsi a quella della chiesa preesistente, restituendo a Miglianico, da lontano, l'antica immagine di città fortificata sulla collina.
Dall’interno poi, l’immagine del castello si perde completamente a vantaggio dell’impostazione residenziale: i piani si affacciano a ballatoio sull’ingresso. Grandi aperture incorniciano i panorami esterni; piccole corti, spazi interni di distribuzione concepiti come piazze coperte e un giardino pensile corbusiano portano l'elemento urbano e naturale all’interno del palazzo. Ogni pavimento è disegnato appositamente con intrecci di pietra, cotto e ceramiche napoletane.
L’uso spregiudicato dei materiali, delle forme e dei riferimenti alla storia, raggiunge un risultato compositivo autonomo che può giustamente collocarsi nel clima figurativo del miglior Novecento. Si tratta di un restauro, o meglio della “ricostruzione di un castello”, che suggerisce diverse chiavi di lettura: un’opera complessa che esalta e definisce la professionalità colta di Francesco Bonfanti, lettore e ripropositore di forme.

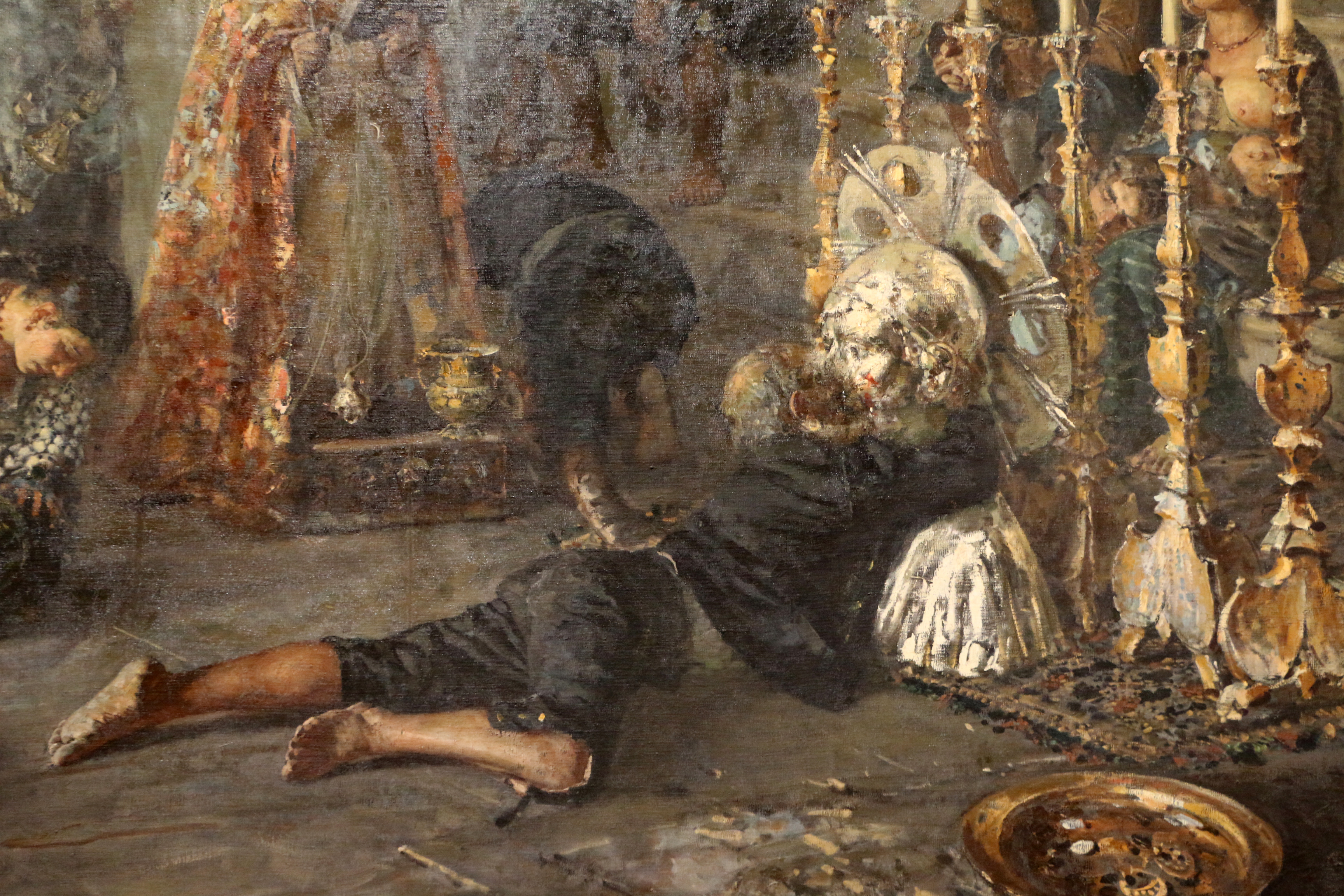
Il voto di Michetti (1883), particolare dell'abbraccio del fedele al busto di San Pantaleone.

### Chiesa di San Michele Arcangelo (Santuario di San Pantaleone)
La chiesa di San Michele Arcangelo, come viene confermato dai documenti presenti nell'archivio arcivescovile riordinati da don Giuseppe Liberatoscioli è citata già nelle Rationes del 1324-1325 come "Chiesa di Sant'Angelo" ed esisteva già al momento in cui le chiese della rocca (San Martino e Sant'Andrea) erano sotto la giurisdizione dell'abbazia benedettina di San Giovanni in Venere (confermata dalle bolle di Alessandro III del 16 giugno 1176 e di Innocenzo III del 2 dicembre 1204). Con il passaggio all'arcidiocesi teatina la chiesa divenne la cappella dei signori della rocca e riedificata nel XVI secolo dai baroni Valignani. Ricostruita in parte dopo il terribile terremoto del 1703, insieme alla casa parrocchiale, come emerge dalle lapidi presenti all'interno di quest'ultima (e studiate e commentate di recente dal prof. Antonello Antonelli), la chiesa subì l'ultimo intervento di rilievo all'inizio del XX secolo con il raddoppio della sua ampiezza, nel lato della lunghezza, progettato dal parroco don Francescopaolo Antonelli (che resse la parrocchia dal 1908 al 1953), come viene descritto nelle relazioni delle visite pastorali degli annI Venti del XX secolo, studiate dal citato prof. Antonello Antonelli e in attesa di pubblicazione. Nel 1975 il parroco don Vincenzo Pizzica (che resse la parrocchia dal 1953 al 2005) fece scavare l'ossario sottostante la chiesa per realizzare la cripta di San Pantaleone e contestualmente sostituì la scalinata unica di accesso con la doppia scala in marmo e ferro battuto oggi presente. Il 27 ottobre 2018, su progetto del parroco don Gilberto Ruzzi, sono state inaugurate le tre nuove porte artistiche della chiesa dedicate alla Santa Croce, a San Pantaleone e a San Michele Arcangelo.
La chiesa ha pianta rettangolare, facciata con muratura in laterizio in uno stile eclettico, che fa riferimento a un restauro del tardo Ottocento, in cui venne realizzato un rosone in stile medievale, insieme a due arcate cieche, poste in una fascia di bugnato. L'ingresso è dato da un grande scalone a forcipe con sottostanti archeggiature, nella superficie a sottile bugnato si aprono tre portali rettangolari, e in alto le monofore cieche attorno al rosone. Il campanile è a torre rettangolare, con cuspide a cipolla. L'interno è a navata unica con cappelle laterali, coro rettangolare, volta a botte lunettata e loggia per la cantoria. Lo stile è quello tardo barocco, ottocentesco neoclassico, con ordine di paraste corinzie laterali, sovrastate da cornice, inquadranti le arcate delle cappelle laterali, con decorazioni a stucco nelle volte.

### Chiesa parrocchiale di San Rocco
Si tratta della principale chiesa di Miglianico, che è diventata sede della parrocchia di San Michele Arcangelo. Sorge poco distante da Piazza Umberto I, in Borgo San Rocco, sopra l'area di un'antica chiesetta del XVII secolo, abbattuta perché pericolante negli anni '90 per volere di don Vincenzo Pizzica, che aveva in progetto un nuovo edificio funzionale alle esigenze dell'accresciuta parrocchia. La raccolta fondi per la realizzazione della nuova chiesa venne avviata nel 1997 e l'edificio venne consacrato il 2 luglio 2004 dall'amministratore apostolico dell'arcidiocesi di Chieti-Vasto, mons. Edoardo Menichelli (nel frattempo trasferito da Chieti-Vasto ad Ancona-Osimo). La chiesa ha una pianta circolare poligonale, dalla cui copertura, nella posizione baricentrica, si innalza una piccola calotta con finestre per far entrare la luce. L'interno è a pianta centrale, rivestito in mattoni con finte arcate cieche. La statua del Sacro Cuore di Gesù è posta al centro, sospesa e legata da tralicci. I corpi laterali comprendono la sacrestia, l'auditorium parrocchiale, i primi piani con le aule catechistiche, le sale riunioni, la casa canonica, la foresteria, il secondo piano cappella, e l'ufficio parrocchiale.

### Fontana civica
La fonte civica di Miglianico può essere datata al XIX secolo e mantiene una funzione di puro arredo urbano. La fonte è in pietra e presenta un'unica cannella da cui defluisce l'acqua che fuoriesce dalla bocca di un mascherone che richiama l'effigie di un satiro sormontata dalla scritta "Cohibita surgo".

### Casa delle Monache "Sant'Anna"
Palazzo di fine 1800 che ospita la Casa della Cultura, era una dimora borghese, che venne donata al Comune, il quale, con l'ausilio dell'ordine delle Figlie di Sant'Anna vi realizzò l'asilo comunale, poi scuola materna.

### Chiesa di Sant'Antonio Abate di Cerreto
Fuori dal centro del paese, in Contrada Cerreto, la chiesa di Sant'Antonio Abate. Fu edificata nel XVI secolo dai signori Valignani come cappella cimiteriale; fu donata alla comunità nel 1973 in cambio di una cappella sita nel cimitero di Miglianico.

Nel 1974 la chiesa è stata restaurata ed è diventata sede della parrocchia intitolata alla "Resurrezione di Nostro Signore Gesù Cristo", istituita dall'allora arcivescovo di Chieti-Vasto, mons. Vincenzo Fagiolo, e nel 2006 riunita alla parrocchia di San Michele Arcangelo, dalla quale era stata smembrata trent'anni prima. Mostra un interessante aspetto medievale, specialmente per il portale gotico ad arco sesto acuto. Aggiunta della fine del XX secolo è il moderno campanile a torre in cemento armato.

### Chiesa di San Pantaleone alle Piane
Si trova in località Caramanico della contrada Piane San Pantaleone. Come già citato in precedenza, già nel 1324 è attestata la presenza, nella valle del Foro, di una chiesetta dedicata a San Pantaleone, appartenente alla giurisdizione dell'abbazia di San Tommaso di Paterno di Caramanico Terme. Durante una scorreria turca (probabilmente quella del 1492, meno probabile la "grande scorreria" del 1566, secondo le intuizioni di don Vincenzo Pizzica, riconfermate dallo studio del prof. Antonello Antonelli pubblicate nell'opuscolo delle feste patronali del 2019), la statua del santo venne nascosta in una fornace della contrada, e successivamente trasportata dentro il paese nella chiesa di San Michele Arcangelo, dove rimase fino ad oggi. Nei secoli a seguire, dato che la chiesa versava in abbandono e degrado, nel 1982 fu ampiamente ricostruita, poiché dell'antica cappella quasi non c'era più traccia, se non l'edicola della cascina dove la tradizione volle fosse stata nascosta la statua. La chiesa fu voluta dunque dal parroco, monsignor Vincenzo Pizzica, e fu consacrata nel 2002 con la benedizione dell'arcivescovo di Chieti-Vasto Edoardo Menichelli. Nel 2013, su progetto del parroco don Amerigo Carugno, è stato composto il corredo pittorico interno con il trittico della Gloria di San Pantaleone con Sant'Ermolao e Santa Eubule.
Benché moderna, la chiesa ha un impianto che rispecchia i canoni classici: ha pianta rettangolare, con nartece d'ingresso sormontato da un tetto spiovente, e interno a navata unica con affreschi.

### Chiesa della Madonna delle Piane
Una chiesetta lungo le rive del fiume Foro, incastonata tra le contrade di Cagialone e Piane San Pantaleone, è stata edificata nel XVIII secolo ed oggi è centro della piccola festa della "Madonna delle Piane". La costruzione dell'edificio sacro alla Vergine è legata, secondo le storie tramandate oralmente di padre in figlio, raccolte per la prima volta in uno scritto degli anni Trenta del XX secolo dallo storico Francesco Verlengia, ad una terribile ondata di piena che in un settembre imprecisato del XVIII secolo ruppe gli argini del Foro che straripò, con gravi conseguenze per i campi coltivati. Nel momento più grave della piena, con le acque del fiume che invadevano tumultuose le terre di Miglianico, si vide galleggiare sulle onde che avanzavano un quadro che rappresentava la Vergine Maria e che sembrava essere portato dolcemente tra le braccia del Foro, visto che più si approssimava alla terra asciutta, più il suo corso si faceva lento e regolare. Quando il dipinto fu depositato sui campi non toccati dalla piena si vide che il ritratto era di incomparabile bellezza, così la devozione popolare decise di costruire una cappelletta votiva lì dove il quadro si era arenato, anche perché da allora il grosso delle acque iniziò a ritirarsi: fu edificata così la chiesa di quella che fu subito chiamata la “Madonna delle Piane”, la cui festa, in ricordo dello straripamento del Foro, fu fissata all'8 settembre.
L'immagine sacra rimase intatta nella costruzione voluta dai contadini devoti fino allo sfollamento: un altro 8 settembre, quello tragico del 1943, almeno per coloro che, come i miglianichesi, si trovarono a nord della “linea Gustav”, quando fu annunciato l'armistizio tra le forze italiane e gli Anglo-Americani nel corso della Seconda Guerra Mondiale, segnò la data della razzia tedesca di tutte le opere d'arte considerate di valore rinvenute nella zona. Tra di esse, anche il busto d'argento di San Pantaleone e la tela conservata nella chiesa della Madonna delle Piane. Solo alla fine della guerra, i devoti della Vergine Maria, scossi ancora dal furto del quadro miracoloso, contattarono il pittore Rolando da Ponte che ne fece una riproduzione, che oggi viene ancora conservata nella cappelletta rurale dove ogni 8 settembre continua la tradizione della festa della Madonna con l'appellativo “delle Piane”.

## Società

### Evoluzione demografica
Abitanti censiti

## Cultura

### Musica

#### Accademia Musicale
Nelle sale della storica ex-casa parrocchiale, oggi sede della Confraternita di San Pantaleone, ha avuto sede l'Accademia Musicale AMT, che è stata propugnatrice dal 2005 della Banda dell'Accademia Musicale Città di Miglianico, oggi semplicemente "Banda della Città di Miglianico" e della Miglianico Marching Band, o MMB, una formazione di musicisti composta da strumenti a fiato e percussioni, un gruppo vivace e compatto di oltre 50 elementi sempre accompagnati dalle coreografie delle Golden Flags (sbandieratrici che davano corpo alle musiche attraverso le evoluzioni di bandiere dorate). Costituitasi nel 2009, già dopo pochi anni annoverava tra le sue tappe esibizioni in importanti manifestazioni nelle principali piazze d'Abruzzo, d'Italia e d'Europa; importante risultato è stato il successo ottenuto nelle tournée di Ungheria e Repubblica Ceca.
 Dopo alcuni anni di assenza, l'accademia fa ritorno nel comune di Miglianico presso una nuova sede nel centro storico del paese. Forti di questo ritorno alle origini, sono riprese le lezioni di musica presso le sedi della scuola accompagnate da lezioni di solfeggio e teoria musicale. Elemento di grande spicco e orgoglio è l'edizione 2022 dell'Orchestra Sinfonica Giovanile Europea con la partecipazione delle scuole gemellate provenienti dalla città di Rybnik in Polonia e dalla città di Uničov in Repubblica Ceca.

### Eventi

#### Premio di poesia "Paride Di Federico"
Ogni anno l'assessorato alla cultura del Comune di Miglianico, in collaborazione con l'Istituto Comprensivo di scuola primaria e secondaria di primo grado di Miglianico, indice il Premio di Poesia inedita “Paride Di Federico” in onore e memoria di Paride, studente modello, cittadino scrittore e poeta di riconosciuta sensibilità.

#### Feste e manifestazioni
- San Rocco, celebrato la terza domenica di aprile (o la quarta, se la Pasqua cade nella terza) nella chiesa nel centro del paese, intitolata al Santo stesso.
- Sant'Antonio abate, celebrato nella omonima chiesetta di contrada Cerreto il Lunedì dell'Angelo.
- San Michele Arcangelo: 8 maggio, festa caduta in disuso e celebrata con una messa solenne per l'inizio dell'anno pastorale il 29 settembre.
- Feste patronali di san Pantaleone il 26, 27 e 28 luglio, con la coda della festa presso la Fornace di Caramanico nel secondo sabato di agosto.
- Festa della Madonna delle Piane, l'8 settembre.
- Festa della Venuta di San Pantaleone l'ultima domenica di ottobre.
- Rassegna enogastronomica "Le contrade del Piacere" dal 2 al 5 agosto, in cui è possibile gustare tutti i sapori del territorio, accompagnati da forme di intrattenimento di ogni tipo.

#### Festa patronale di san Pantaleone
Nella chiesa di San Michele Arcangelo, si trovava il busto argenteo del santo, ben descritto da d'Annunzio nella novella Gli Idolatri, e rappresentato da Michetti ne Il voto. Il busto fu trafugato dai tedeschi durante la guerra, asportarono il rivestimento in argento, rubarono la testa, rendendo il simulacro inservibile. La statua principale del santo è quella che si trova nella teca di vetro a sinistra dell'altare privilegiatum dedicato a lui: originariamente in legno, risalente al XIV secolo, oggi ricoperta in argento, dopo il restauro degli anni Cinquanta finanziato dalle donazioni dei Miglianichesi d'Australia. La statua mostra il santo in veste di medico: nella mano destra ha la palma del martirio e su quella sinistra il modellino della città di Miglianico, in segno di protezione: lo sguardo risulta magnetico ed enigmatico, di scuola abruzzese, scolpito seguendo lo stile bizantino.
La festa patronale si svolge nei giorni 26, 27 e 28 luglio. La sera della vigilia della festa liturgica del santo, fissata dal Martirologio Romano al 27 luglio, la folla entrava nella chiesa per il rito dell'esposizione della statua, dopo la solenne messa. Dopo il canto dell'Inno a san Pantaleone, composto tra la fine del XIX secolo e l'inizio del XX dai maestri Tommaso Ciampella ed Ettore Paolini, eseguito dal coro parrocchiale con l'ausilio dell'organo monumentale della chiesa, e l'orazione propria, il priore della Confraternita di San Pantaleone apre la teca di vetro e tra il suono festoso delle campane la statua viene lentamente traslata sopra un trono ligneo, sul quale nella serata successiva viene portata in processione per le vie del paese.
L'ultima domenica di ottobre si svolge, sempre nel santuario, la cerimonia opposta, quella della reposizione della statua del santo nella teca, con la medesima scansione di quella del 26 luglio.

#### La Cuccagna della Madonna delle Piane
La caratteristica che rende unica la tradizione della Madonna delle Piane a Miglianico dal punto di vista della festa popolare è la ininterrotta presenza (viene riconosciuta come la più antica d'Abruzzo, essendo attestata documentalmente fin dagli anni Trenta del XX secolo e dal 1946 in poi svoltasi ogni anno) della cosiddetta “cuccagna”, che consiste nella sfida tra alcuni uomini (che negli anni recenti è stata anche arricchita da una sezione “giovani” e da una femminile) che con le mani ben legate devono mangiare nel più breve tempo possibile un piatto di pasta con il peperoncino piccante, divertendo non poco il pubblico. Certamente non è una specificità tutta miglianichese, perché il gioco, che correttamente si chiama “dell'abbuffata” è diffuso in tutto il centro-sud Italia; la curiosità però è legata al nome “cuccagna” dato a questa tradizione, in quanto esso designa correttamente un altro tipo di gioco popolare, che si realizza innalzando un palo ben ingrassato, per essere reso scivoloso, in cima al quale vengono appesi cibarie di ogni tipo, che saranno appannaggio di chi riuscirà a salire tutta la trave. Perché a Miglianico storicamente si parla di “cuccagna”? La spiegazione è tutta linguistica: “cuccagna” deriva dal termine del latino medievale Cocania con il significato di «paese dell’abbondanza», probabilmente foggiato con una voce dell'antico alto tedesco indicante dolciumi (infatti ancor oggi Kuchen indica in tedesco "dolce", "torta"), insieme al suffisso latino -ania tipico per i nomi di regione. Poiché “cuccagna” è “paese dell'abbondanza” o “dell'abbuffata”, quello che era il “gioco dell'abbuffata” è stato traslato come “gioco della cuccagna”.

## Economia
La produzione di uva da vino, prevalentemente Montepulciano, Sangiovese, Trebbiano, e Chardonnay e quindi di vino, distingue l'economia di questo territorio dove sono anche presenti attività artigianali ed industriali poste prevalentemente nella Val di Foro.

## Amministrazione
| Periodo        | Periodo        | Primo cittadino  | Partito                                                                      | Carica  | Note          |
| -------------- | -------------- | ---------------- | ---------------------------------------------------------------------------- | ------- | ------------- |
| 1975           | 1976           | Francesco Scotti | Sinistra Unita (PCI+PSI)                                                     | Sindaco |               |
| 1976           | 1985           | Renato Ricci     | Sinistra Unita (PCI+PSI)                                                     | Sindaco |               |
| 1985           | 1992           | Mario Amicone    | Democrazia Cristiana                                                         | Sindaco |               |
| 1992           | 22 aprile 1995 | Nicola Mincone   | Democrazia Cristiana                                                         | Sindaco |               |
| 23 aprile 1995 | 12 giugno 2004 | Nicola Mincone   | Lista civica di centro (1995-1999) Lista civica di centro-destra (1999-2004) | Sindaco | [ 25 ] [ 26 ] |
| 13 giugno 2004 | 25 maggio 2014 | Dino De Marco    | Unione di Centro (2004-2009) Lista civica Progetto Miglianico (2009-2014)    | Sindaco | [ 27 ] [ 28 ] |
| 25 maggio 2014 | 26 maggio 2019 | Fabio Adezio     | Lista civica Miglianico cambia                                               | Sindaco | [ 29 ]        |
| 26 maggio 2019 | 9 giugno 2024  | Fabio Adezio     | Lista civica Miglianico cambia                                               | Sindaco | [ 30 ]        |
| 9 giugno 2024  | in carica      | Fabio Adezio     | Lista civica Miglianico cambia                                               | Sindaco | [ 30 ]        |

### Gemellaggi
- Sant Esteve Sesrovires
- Caluso
- Noisel

## Sport
Calcio
La sicietà A.S.D. Miglianico Calcio (1947) ha disputato campionati dilettantistici regionali e tre campionati di serie D.
Miglianico Tour
Ogni anno la seconda domenica di agosto si tiene la Miglianico Tour, gara podistica internazionale.
Giochi del Mediterraneo 2009
Nel 2009 Miglianico ha ospitato, durante i XVI Giochi del Mediterraneo di Pescara, il torneo di golf.

### Impianti sportivi
- Stadio comunale "F.lli Ciavatta"
- Palazzetto dello sport "PalaMiglianico"
- Pattinodromo comunale
- In Contrada Cerreto si trova il Miglianico Golf Club.[33] È il primo impianto golfistico realizzato in Abruzzo. Il campo è stato progettato dall'architetto americano del golf Ronald Kirby. Ha 18 buche e si estende per 62 ettari.